# Раковичи (Щучинский район)
Раковичи (бел. Ра́кавічы) — агрогородок в Щучинском районе Гродненской области Белоруссии. В составе Орлевского сельсовета.

## География
Расположен в 15 км на юго-восток от Щучина, в 82 км от Гродно, в 7 км от железнодорожной станции Рожанка.
Ближайшие населённые пункты Семяги, Сухари и др.

## История
В 1905 году в Рожанковской волости Лидского уезда Виленской губернии.
В 2011 году деревня Раковичи преобразована в агрогородок.
До 2013 года Раковичи являлись административным центром и входили в состав Раковичского сельсовета.

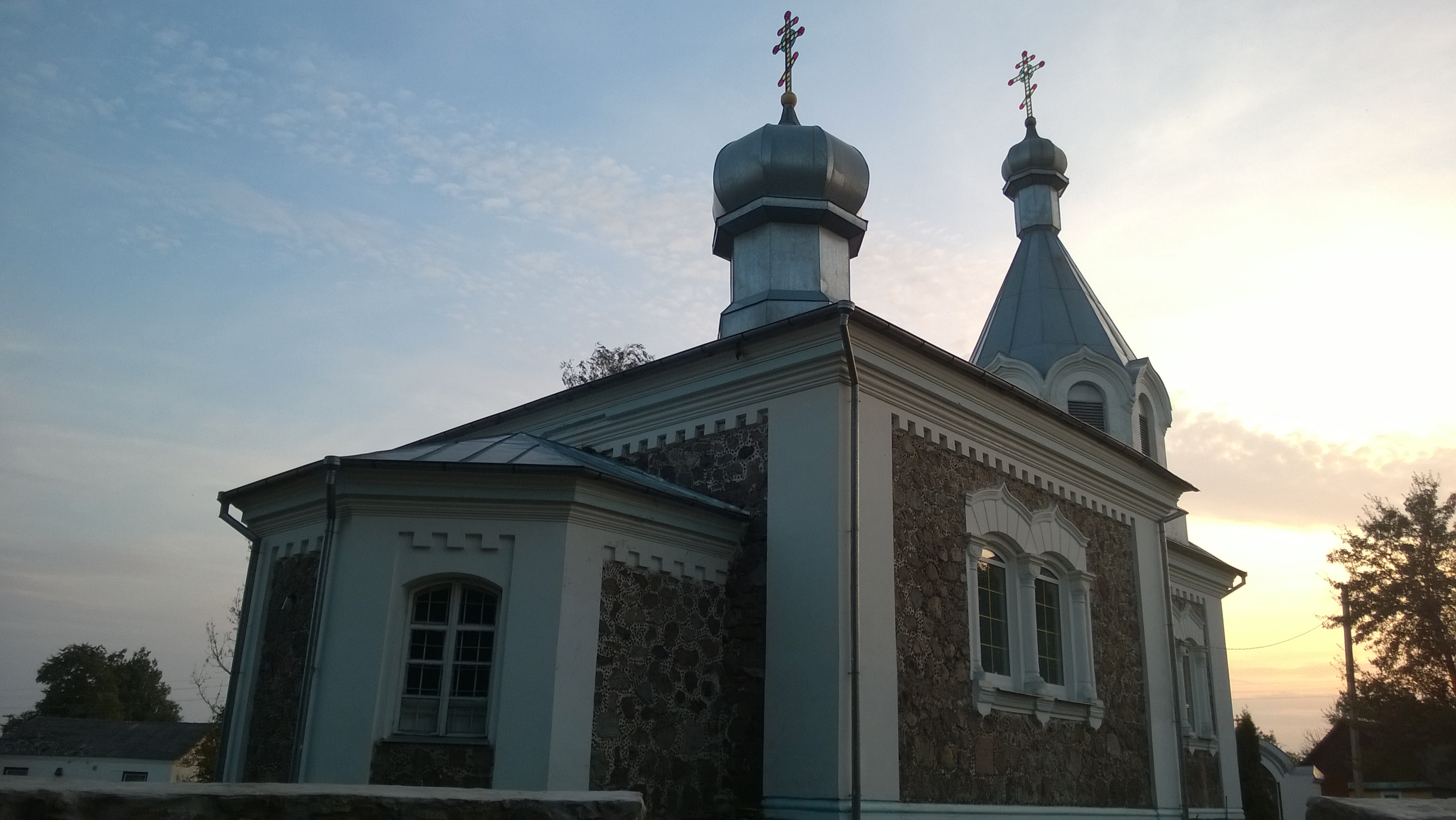
Церковь Рождества Пресвятой Богородицы

## Население

### Численность
- 2019 год — 163 жителей

### Динамика
- 1999 год — 277 жителей (перепись населения)
- 2001 год — 275 жителей, 92 двора
- 2009 год — 215 жителей (перепись населения)[3]
- 2019 год — 163 жителей (перепись населения)

## Достопримечательность
- Церковь Рождества Пресвятой Богородицы (1910)[5][6][7]